# Halve marathon van Egmond 2008
De halve marathon van Egmond 2008 vond plaats op zondag 13 januari 2008. Het was de 36e editie van de halve marathon van Egmond. De wedstrijd had dit jaar in totaal 16.448 inschrijvingen. De wedstrijd bij de mannen werd gewonnen door de Ethiopiër Mulugeta Wami in 1:04.33. Bij de vrouwen ging zijn landgenote Shiru Deriba als eerste over de finish. 

## Uitslagen

### Mannen
| pos. | atleet             | land      | tijd    |
| ---- | ------------------ | --------- | ------- |
| 1    | Mulugeta Wami      | Ethiopië  | 1:04.33 |
| 2    | Adil Annani        | Marokko   | 1:04.47 |
| 3    | Michel Butter      | Nederland | 1:04.49 |
| 4    | Paul Kimugul       | Kenia     | 1:04.50 |
| 5    | Patrick Stitzinger | Nederland | 1:05.03 |
| 6    | Aziz Ennaji        | Marokko   | 1:05.29 |
| 7    | Jon Brown          | Canada    | 1:06.16 |
| 8    | Saji Bouazza       | Marokko   | 1:06.29 |
| 9    | Sander Schutgens   | Nederland | 1:06.49 |
| 10   | Marc Roig          | Spanje    | 1:06.55 |

### Vrouwen
| pos. | atlete            | land      | tijd    |
| ---- | ----------------- | --------- | ------- |
| 1    | Shiru Deriba      | Ethiopië  | 1:13.22 |
| 2    | Hilda Kibet       | Nederland | 1:13.30 |
| 3    | Tiruwork Mekonnen | Ethiopië  | 1:13.34 |
| 4    | Selma Borst       | Nederland | 1:14.24 |
| 5    | Petra Kamínková   | Tsjechië  | 1:16.27 |
| 6    | Paula Todoran     | Roemenië  | 1:16.47 |
| 7    | Merel de Knegt    | Nederland | 1:18.25 |
| 8    | Mariska Kramer    | Tsjechië  | 1:20.13 |
| 9    | Nadja Wijenberg   | Nederland | 1:22.14 |
| 10   | Iva Milesova      | Tsjechië  | 1:22.37 |

1973 ·
1974 ·
1975 ·
1976 ·
1977 ·
1978 ·
1979 ·
1980 ·
1981 ·
1982 ·
1983 ·
1984 ·
1985 ·
1986 ·
1987 ·
1988 ·
1989 ·
1990 ·
1991 ·
1992 ·
1993 ·
1994 ·
1995 ·
1996 ·
1997 ·
1998 ·
1999 ·
2000 ·
2001 ·
2002 ·
2003 ·
2004 ·
2005 ·
2006 ·
2007 ·
2008 ·
2009 ·
2010 ·
2011 ·
2012 ·
2013 ·
2014 ·
2015 ·
2016 ·
2017 ·
2018 ·
2019 ·
2020 ·
2021 ·
2022 ·
2023 ·
2024 ·
2025